# Susret Stepinca s Kristom
Susret Stepinca s Kristom je reljef hrvatskog kipara Ivana Meštrovića koji je izrađen 1960. godine.
Reljef je izrađen u South Bendu u Indiani u SAD-u. Postavljen je u Katedrali Uznesenja Blažene Djevice Marije i svetih Stjepana i Ladislava u Zagrebu.
Reljef je financirala Hrvatska trgovačka komora iz Detroita te je postavljen 18. prosinca 1967. na sjeverni zid u zagrebačkoj katedrali.

### Članci
- Mihanović, Anđelko. 2024. „Nadbiskup Stepinac će trijumfirati jer laž ne može pokoriti istinu, niti će nepravda trijumfirati nad pravdom“: odnos Meštrović-Stepinac prema dokumentaciji iz Arhiva Ivan Mestrovic Papers na Sveučilištu Notre Dame, Indiana, SAD. Crkva u svijetu. Sveučilište u Splitu - Katolički bogoslovni fakultet. Split. 59 (1): 159–180

### Mrežna sjedišta
- Duh i hrabrost povezuju Meštrovića i Stepinca. Zagrebačka nadbiskupija. Pristupljeno 11. prosinca 2024.

## Vanjske poveznice
Ostali projekti
|  | Zajednički poslužitelj ima još gradiva o temi Susret Stepinca s Kristom |